# Trận Morava
Trận Morava là trận đánh diễn ra giữa Bulgaria và Serbia từ ngày 14 tháng 10 đến ngày 9 tháng 11 năm 1915 trong Chiến tranh thế giới thứ nhất. Trận đánh kết thúc với thắng lợi của Bulgaria gây thương vong lớn cho quân đội Serbia và tạo điều kiện để các nước Liên minh Trung tâm chiếm lấy Serbia vào cuối tháng 11 năm 1915.
Ngày 11 tháng 10 năm 1915, Bulgaria tuyên chiến với Serbia và cùng với Đế quốc Áo-Hung và Đế quốc Đức mở một cuộc tấn công lớn nhằm loại Serbia ra khỏi vòng chiến. Ngày 14 tháng 10, trận Morava bắt đầu.
Khi trận chiến bắt đầu vì điều kiện thời tiết xấu nên quân đội Bulgaria tiến quân rất chậm đồng thời vấp phải sức kháng cự mạnh mẽ của quân đội Serbia nhưng quân đội Bulgaria cũng chọc thủng được một phòng tuyến gần Pirot trong 10 ngày và tập đoàn quân thứ hai của Serbia gồm 8 sư đoàn bộ binh với 200.000 quân phải rút lui tới Timok và bị tập đoàn quân số 1 của Bulgaria gồm 4 sư đoàn bộ binh với 145.000 quân truy đuổi.
Trận Morava diễn ra trong suốt 27 ngày và cuối cùng quân Bulgaria đã tiến sâu vào lãnh thổ Serbia hơn 90 km. Kết thúc trận Morava, quân đội Serbia tổn thất 6000 người, 60 khẩu pháo và một lượng lớn quân dụng. Thất bại của Serbia trong trận Morava báo hiệu sự thất bại của Serbia tại chiến trường Balkan.